# Schwestern der Perpetuellen Indulgenz

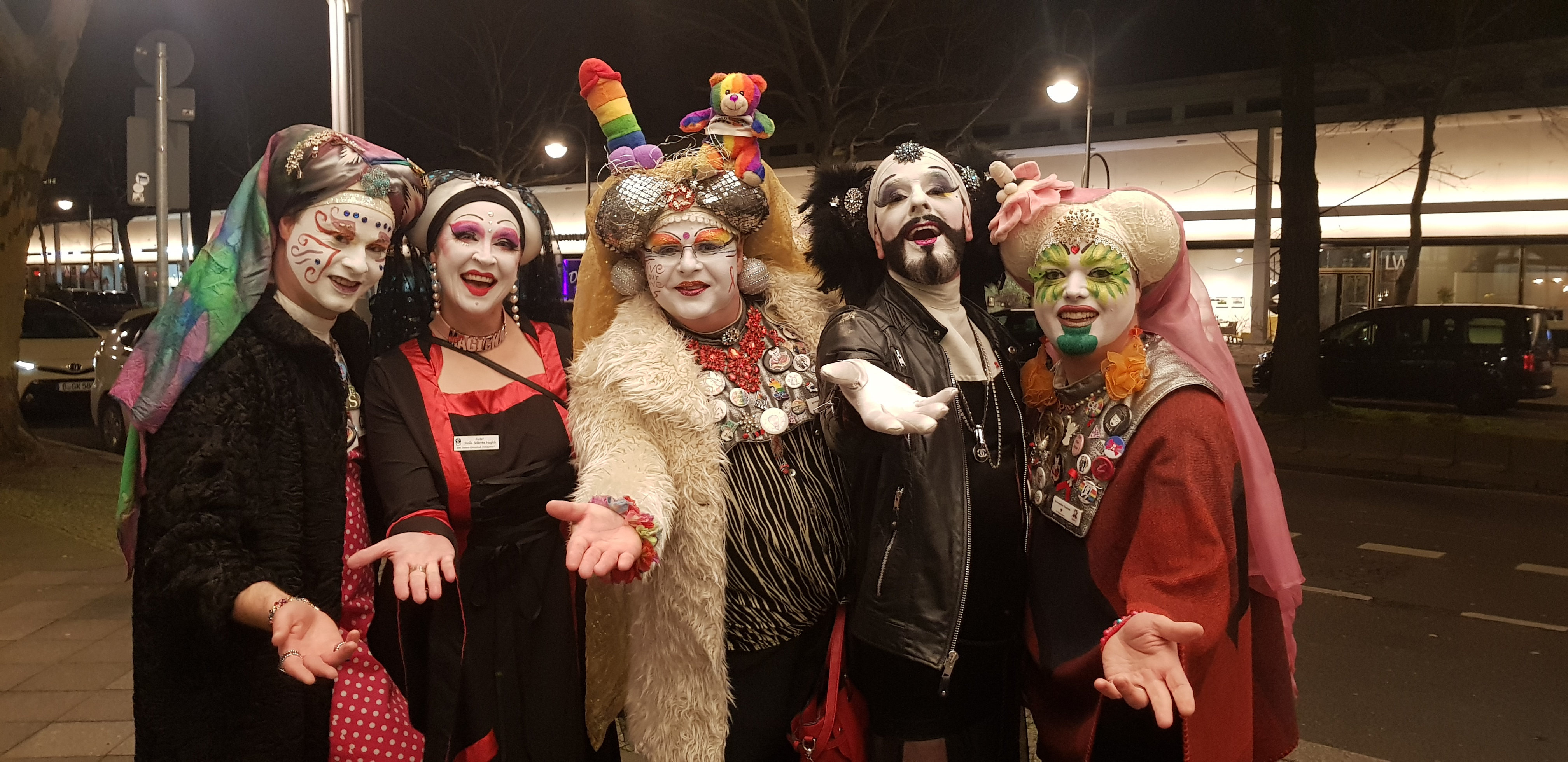
Schwestern aus Berlin und San Francisco während einer Manifestation in Berlin im Januar 2020.

Die Schwestern der Perpetuellen Indulgenz (SPI, engl. The Sisters of Perpetual Indulgence, frz. Les Soeurs de la Perpetuelle Indulgence) sind eine weltweit agierende Gruppe von queeren Aktivisten, überwiegend aus der LGBT-Szene, die in öffentlichen Performances Drag-Elemente und satirisch nachempfundene Symbole religiöser Schwesternorden kombinieren und sich selbst als queere Nonnen des 21. Jahrhunderts bezeichnen. Die Mitglieder engagieren sich für die Akzeptanz und Inklusion diverser Lebensentwürfe, für HIV- und AIDS-Prävention, und sammeln Gelder für lesbische, schwule, bisexuelle und transgeschlechtliche Projekte und Gruppen.
Der englischsprachige Ausdruck perpetual indulgence lässt sich als „immerwährende Schwelgerei“ oder „ewige Genusssucht“ übersetzen; allerdings kann indulgence auch „Nachsicht, Nachgiebigkeit“ bedeuten oder aber, wie deutsch Indulgenz, auch Ablass.
Die Schwestern entstanden zu Ostern 1979 in San Francisco; als drei Männer in geliehenen, echten Habits im schwul-lesbisch dominierten Stadtviertel The Castro von San Francisco auftauchten. 2007 soll es in acht Ländern ca. 600 „Schwestern“ gegeben haben. Die lokalen Gruppen benennen sich folgerichtig auch als „Orden“ und „Häuser“.

## Geschichte

Logo der SPI aus dem Jahr 1999

Am Karsamstag 1979 traten in San Francisco die ersten „Sisters“ in Erscheinung. Schon zu dieser Zeit wurden Spenden für soziale Zwecke der Queer-Community gesammelt. Die schwulen, von den Radical Faeries inspirierten Männer waren auch politisch aktiv, indem sie an Protestmärschen und Demonstrationen teilnahmen. 1982 brachten sie die weltweit erste Safer-Sex-Broschüre mit dem Namen Play fair heraus.
Neben dem Internationalen „Mutterhaus“ in San Francisco gibt es heute Häuser in Los Angeles (1999), Seattle (1986/1997), New York (1987/2004), Russian River (2001), und Philadelphia (2002). Das erste Ordenshaus außerhalb der USA wurde 1984 in Sydney gegründet. Es folgten weitere Häuser in Australien, Neuseeland, Thailand und Indonesien, die mit Ausnahme von Sydney, Melbourne und Perth inzwischen jedoch wieder aufgelöst sind.

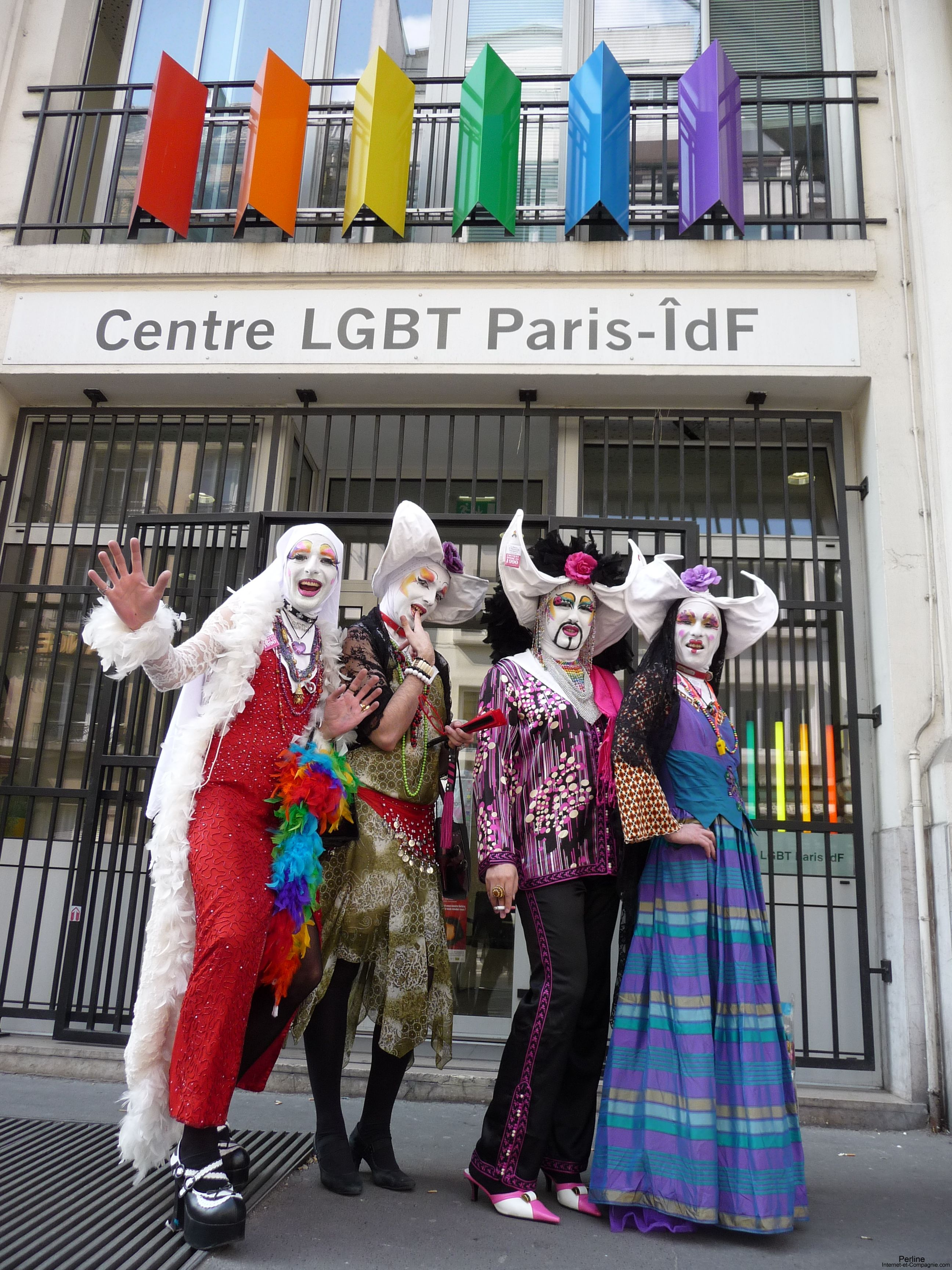
Les Soeurs de la Perpétuelle Indulgence—Couvent de Paris, 2011.

In Europa entstanden Gruppen im Vereinigten Königreich (London 1987, Manchester 1996, Edinburgh 1999), in Deutschland (Heidelberg 1991, Berlin 1993, Hamburg 1996, Köln 1997, München 2013), in Frankreich (Paris 1992 & 1996, Bordeaux 1994, Lille 1998), in der Schweiz (Zürich 2005), und in Österreich (Wien 2008). In Lateinamerika gibt es ein Ordenshaus in Kolumbien (1998) und eines in Uruguay (2002).

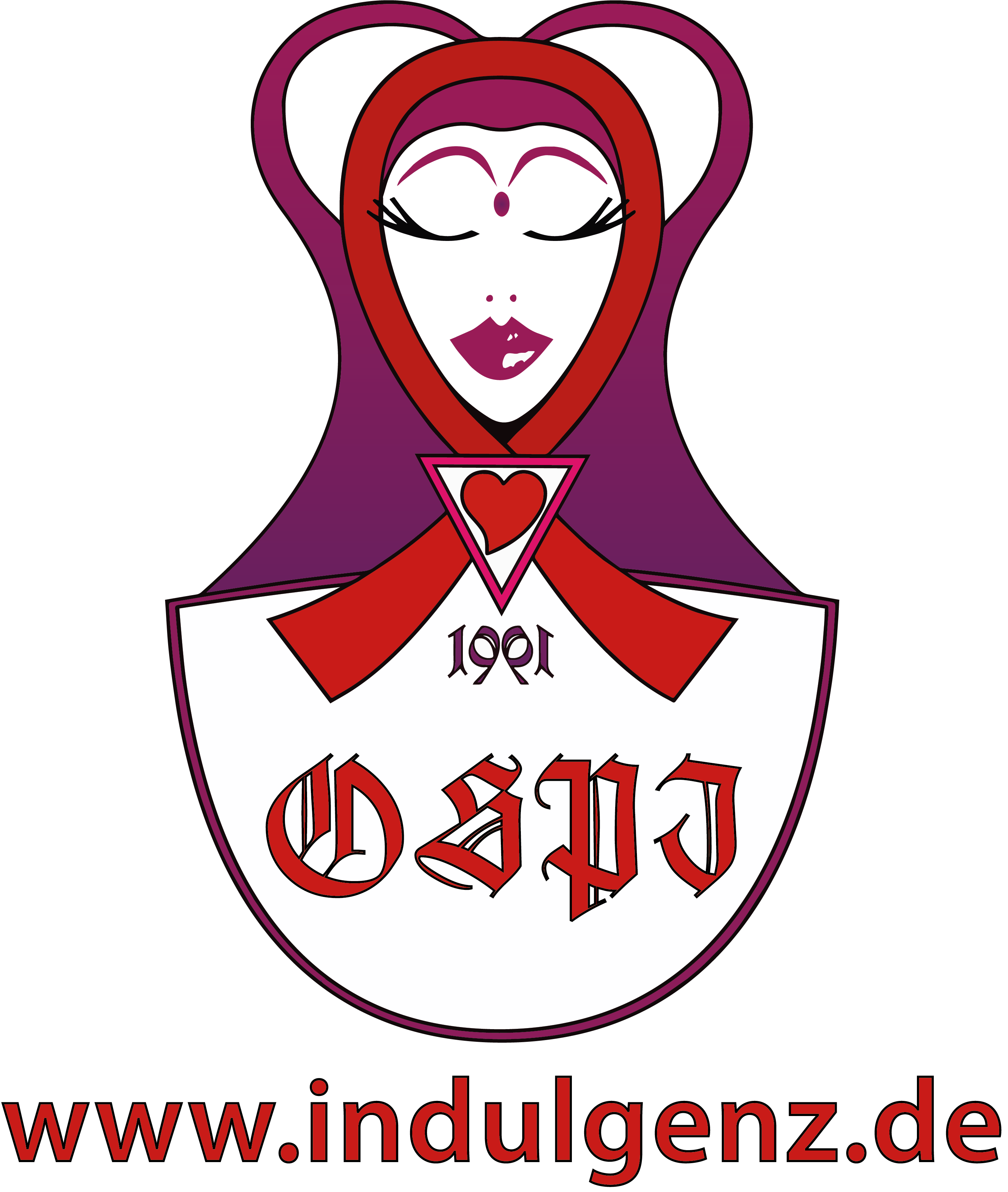
Logo des OSPI Berlin

## Auftreten

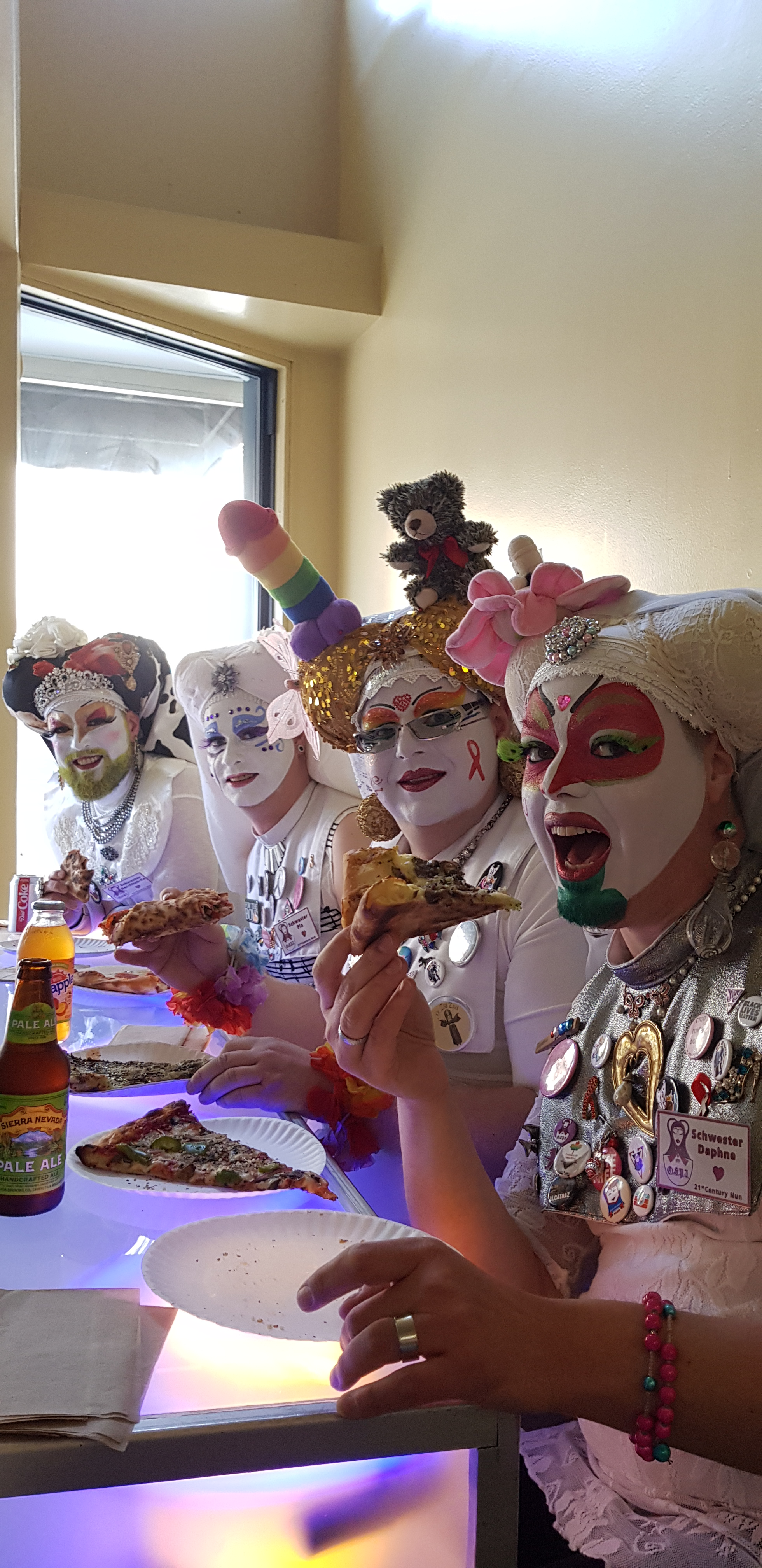
Mitglieder des OSPI Berlin beim Pizzaessen in der Castro Street in San Francisco

Das häufigste Merkmal der Mitglieder ist das weiß grundierte und farbig geschminkte Gesicht. Weiß symbolisiert den Tod, welchem durch die individuellen farbigen Akzente symbolisch Leben und Freude entgegengesetzt wird. Gemeint ist damit auch explizit der soziale Tod durch Ausgrenzung und Stigmatisierung. Außerdem treten Schwestern in der Öffentlichkeit in nachempfundener Ordenstracht, dem Habit auf. Christliche Ordensschwestern pflegten die Kranken, speisten die Armen, und nahmen Bedürftige in ihre Obhut. Die „queeren Nonnen des 21. Jahrhunderts“ wollen ihre Ziele mit vergleichbarer Konsequenz verfolgen. Einnahmen sollen nicht erzielt werden, Spenden werden aber gesammelt und vorrangig an gemeinnützige Organisationen weitergegeben, die sich um Menschen kümmern, die von HIV und Aids betroffen sind. Safer-Sex-Utensilien, die von den Aktivisten während ihrer Manifestationen verschenkt werden, oder die Speisen und Getränke bei ihren z. B. „Tiergartenpicknick“ genannten öffentlichen Festen, werden von Sponsoren zur Verfügung gestellt.

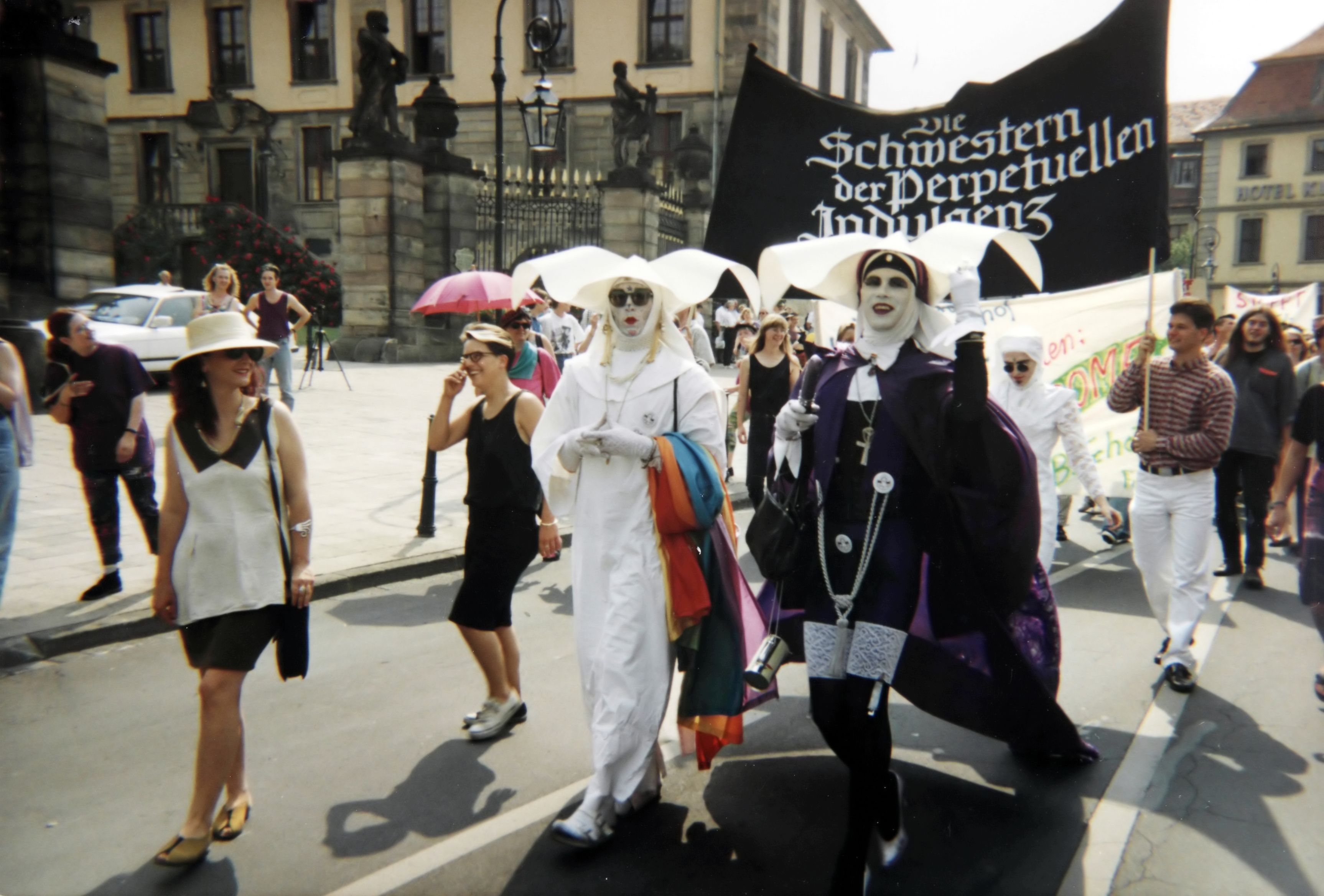
Schwestern auf dem CSD in Fulda 1993

Nach eigenen Angaben wollen die Schwestern „universelle Freude verbreiten“ und „stigmatisierende Schuld tilgen“. Praktisch verteilen sie Safer-Sex-Material zur Prävention von HIV und sexuell übertragbare Erkrankungen. Sie sammeln für Community- und Aids-Projekte, organisieren und leiten Veranstaltungen oder veranstalten Fundraising-Events wie zum Beispiel Bingopartys und Bowlingabende. Des Weiteren bieten sie Safer-Sex-Workshops an und nehmen an Demonstrationen zu verschiedenen Gelegenheiten wie Gay-Pride-Veranstaltungen und Trauermärschen teil. Darüber hinaus nehmen sie Weihe- und Segnungsrituale vor, gestalten gleichgeschlechtliche Segnungszeremonien, und halten Trauerreden.
Die Häuser in Deutschland und der Schweiz haben zumeist eingetragene Vereine gegründet.

## Organisation

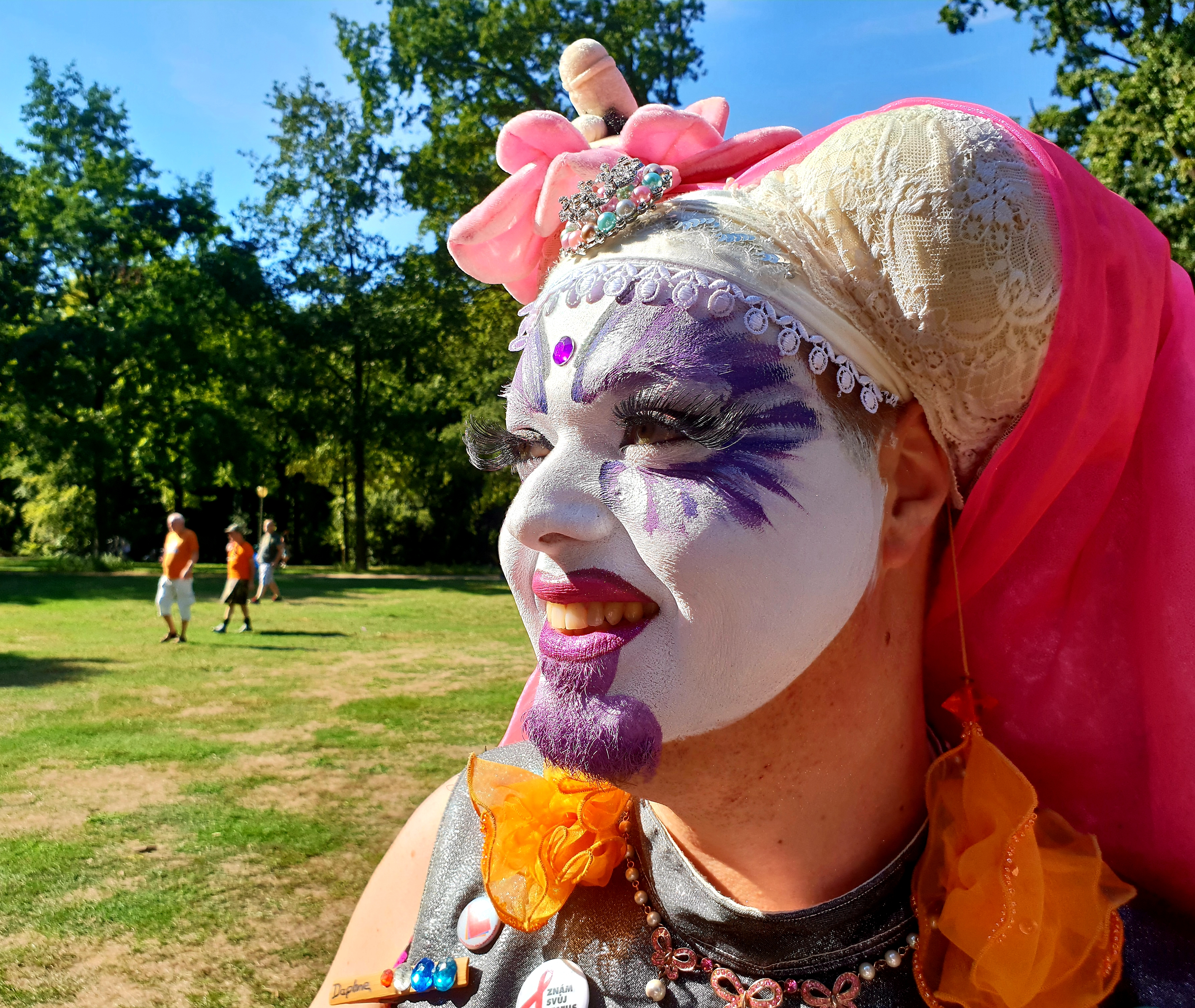
Schwester Daphne vom Hohen Rat. Traditionelles Tiergartenpicknick des „Orden der Schwestern der Perpetuellen Indulgenz – Haus Sankta Melitta Iuvenis e. V.“ auf der „Tuntenwiese“ im Berliner Tiergarten, 12. August 2018

Die Strukturen sind denen geistlicher Ordenshäuser angelehnt. Ein „Haus“ ist eine Gruppe von Schwestern, die sich in einer Gemeinschaft zusammengefunden haben. Nach der Gründung wählen die Schwestern einen Namen für ihr Haus. Wohnt ein Mitglied eines Hauses dauerhaft an einem anderen Ort und vertritt auch dort die Schwestern, so spricht man von einer Mission. Die Mitglieder durchlaufen Ausbildungsstufen als Aspirantin, Postulantin und Novizin, bevor die Weihe zur Schwester erfolgt. Einigen Häusern gehören auch sogenannte Gardisten und Engel an, die die Schwestern beschützen oder ihnen assistieren. Es gibt Förder- und Ehrenmitglieder; hierfür gebräuchliche Bezeichnungen sind Selige*r oder Ordensdame ehrenhalber. Einige Häuser ernennen darüber hinaus gelegentlich auch Personen zu Heiligen. Die Voraussetzungen für diese Ehrungen sind von Haus zu Haus unterschiedlich.
Regelmäßig finden internationale Treffen des Ordens statt. Das so genannte Welt-Konklave wurde bisher in London (1992), Paris (1997), San Francisco (1999), Sydney (2002), Berlin (2004) und zuletzt im Juni 2006 in Los Angeles ausgerichtet. Im Sommer 2007 fand ein kleineres Konzil auf eher europäischer Ebene in Edinburgh statt. 2009 fand das internationale Konklave anlässlich der 30-Jahr-Feier der internationalen Schwesternschaft zu Ostern in San Francisco statt. Das Internationale Mutterhaus nimmt gegenüber den anderen Häusern keine übergeordnete Rolle ein.

## Dokumentarfilm
Ostern 2009 feierten die Schwestern ihr 30-jähriges Bestehen in San Francisco. Dabei kamen hunderte Mitglieder aus der ganzen Welt zusammen. Die Filmemacher Sigrid Smejkal und Manfred Hoschek haben mehrere Schwestern rund um diese Feier in ihrem Dokumentarfilm Die Schwestern porträtiert, darunter Schwester Daphne (Mutter des Ordenshauses in Berlin), Sister Vicious Power Hungry Bitch (eine der vier Gründerschwestern), sowie das Ordenshaus in Uruguay, welches keine Möglichkeit fand, nach San Francisco zu reisen.